# Wieżowiec Zjednoczenia Przemysłu Ceramiki Budowlanej w Poznaniu

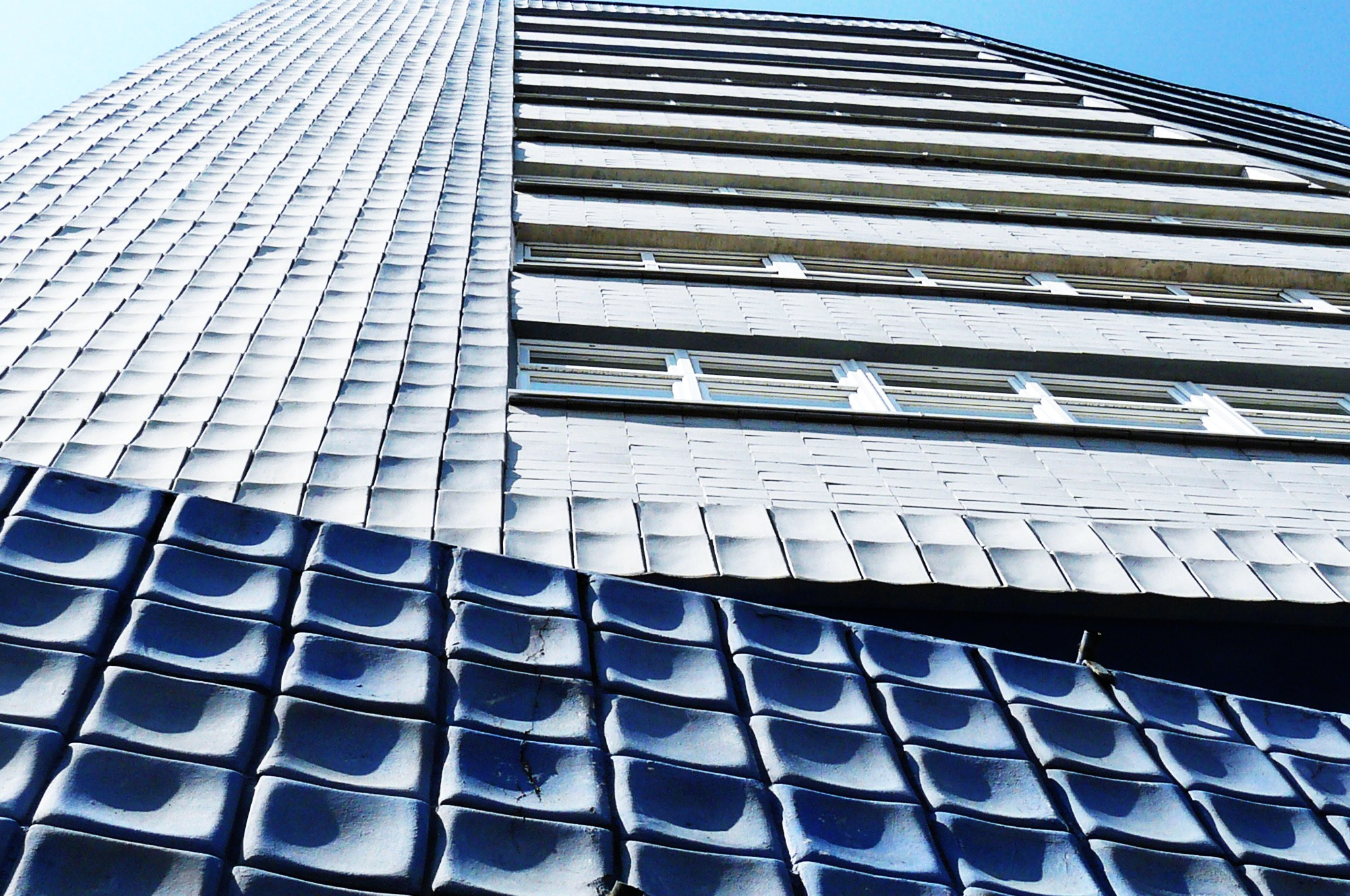
Fragment elewacji

Wieżowiec Zjednoczenia Przemysłu Ceramiki Budowlanej w Poznaniu – modernistyczny wieżowiec, położony w Poznaniu, u zbiegu ulic Zwierzynieckiej i Gajowej na Jeżycach. Sąsiaduje z zabytkową zajezdnią tramwajową przy ul. Gajowej, Muzeum Kazimiery Iłłakowiczówny, Starym ZOO, a także przedwojennym konsulatem Niemieckim.
Budynek powstał w latach 1963-1967, a zaprojektowała go Aleksandra Hubert, w zgodzie z modernistycznymi tendencjami lecorbusierowskimi – powstał w konstrukcji szkieletowej, wsparty na filarach w parterze, w kontraście do otaczającej go, niższej, przede wszystkim historyzującej i secesyjnej, zabudowy jeżyckiej (głównie kamienice). Ma rzut nieforemnego ośmioboku. Nawiązuje do wieżowca Grattacielo Pirelli w Mediolanie, którego współprojektantem był Pier Luigi Nervi i tym samym jest jednym z dwóch poznańskich odwołań do dokonań tego architekta (oprócz Hali Arena). Z uwagi na przeznaczenie obiektu, punktowiec wyłożony jest na elewacji płytkami ceramicznymi.
Obecnie budynek mieści biura. Został niedbale odnowiony – m.in. płytki ceramiczne pomalowano farbą elewacyjną.

## Dojazd
Dojazd zapewnia tramwaj linii 2 do przystanku Stare ZOO.